# Yerasov
Yerasov — зарегистрированная торговая марка компании «YERASOV music corporation», под которой производятся гитарные усилители и предусилители, кабинеты, гитарные эффекты, микшерные пульты, акустические системы и аксессуары. Продукция компании имеет широкий ассортимент, как в премиум, так и средне-бюджетных сегментах рынка.
Yerasov — одна из немногих российских компаний, занимающихся звуковым оборудованием, вышедшая на мировой рынок и экспонирующаяся на международной выставке производителей сценического оборудования Musikmesse во Франкфурте.

## История
Инженер и музыкант Александр Ерасов закончил Пензенский политехнический институт в 1976 году и до 1998 года занимался обслуживанием и ремонтом электрогитарной электроники. Его услугами в разное время пользовались группа «Земляне» и Владимир Кузьмин.
В 1988 году в г. Пензе был основан производственный кооператив «Гамма», просуществовавший до 1994 года и специализировавшийся на обслуживании гитарной электроники и производстве гитарных эффектов.
В 1994 году компания была переименована в «YERASOV music corporation» (музыкальная корпорация «ЕРАСОВ») и был значительно расширен ряд выпускаемой продукции: кроме эффектов была начата разработка и серийный выпуск гитарных комбо-усилителей и акустических систем.
В кабинетах и комбо-усилителях для воспроизведения звука используются динамические головки как российских (НОЭМА, Новосибирск), так и иностранных производителей (BEYMA, EVM, P.Audio, Jensen, Celestion).
С 2003 по 2006 годы часть продукции Yerasov выпускалась в экспортном варианте под торговой маркой Fame для стран Западной Европы по программе OEM для крупного оптового дистрибьютора «Music Store» в Германии. В 2006 году торговая марка Yerasov зарегистрирована официально и теперь продукция экспортируется под общей маркой.
16.06.2021 центральное лицо фирмы А.Е. Ерасов умер в реанимации
Компанию с лета 2021 года возглавил и продолжил его дело, правая рука, сын -  Павел Ерасов, который проработал в компании более 20 лет. Под его руководством были разработаны и выпущены в производство несколько новых гитарных эффектов и оригинальная  Wah-wah педаль Magneto, где вместо привычного и, увы, зачастую капризного переменного резистора, инженеры реализовали бесконтактное управление магнитом, что многократно повысило надежность прибора.

## Значимая продукция

### PTERODRIVER
Напольный гитарный предусилитель, основанный на 2 лампах 12AX7. Обладает двумя выходами: для подключения к гитарному усилителю и для подключения напрямую в микшерный пульт (в этом случае звук проходит через встроенный эмулятор звучания кабинета).
Предусилитель был отмечен наградой «Самый популярный гитарный преамп 2008 года» по версии портала GuitarPlayer.Ru

### GTA-15
Максимально функциональное и лаконичное управление, надежность, качественные комплектующие и отличное звучание позволили GTA-15 получить заслуженную награду «Усилитель года-2013» по версии английского журнала Guitar & Bass.

### CLASSIC 45
Полностью ламповый гитарный комбо-усилитель для сценической и студийной работы.
Комбо-усилитель был отмечен наградой «Самый популярный усилитель 2008 года» по версии портала GuitarPlayer.Ru

## Достижения, реакция общественности
Продукция компании Yerasov демонстрировалась и обозревалась на следующих выставках:
- Musikmesse 2001[10]
- Музыка-Москва 2002 — демонстрировалась линейка новых ламповых усилителей[2]
- Musikmesse 2003 в Санкт-Петербурге[3]
- Musikmesse 2005[11]
- Музыка-Москва 2006 (совместно с MixArt) — демонстрировались усилители Bulldozer, Detonator и BlueSpace; усилители получили положительные оценки Michael Angelo Batio[12]
- Musikmesse 2007 — демонстрировались новые усилители (в частности, GTA-200R)[13] и новые педали SC-3 S-Compressor и AD-2 Adrenalin[14][15].
- Musikmesse 2011 — демонстрировались оконечный ламповый усилитель BlackSpace, ламповый рэковый гитарный стереопреамп Detonator и компрессор Black Formica BF-1[16], было организовано выступление Елены Сигаловой и группы SEAGULL и других эндорсеров YERASOV[17].

Основатель компании Александр Ерасов неоднократно побеждал на конкурсе «Бизнес-олимп» в номинации «Сделано в Пензе» в 2004, 2005 и 2006 годах.